# Partito dei Giovani Finlandesi
Il Partito Costituzionale-Finlandese, o Partito dei Giovani Finlandesi, era un gruppo politico e borghese liberale operante nel Granducato di Finlandia, che aveva un programma più internazionale rispetto al Partito Finlandese, dal quale si era separato. Il partito cessò le sue attività nel 1918, quando i suoi membri si unirono al nuovo Partito Nazionale Progressista, repubblicano e liberale, e al Partito di Coalizione Nazionale, monarchico e conservatore. Nel 1899 i Giovani Finlandesi avevano la maggioranza nei sindacati.
Il partito si caratterizzava per un atteggiamento ostile alla Russia dominatrice del paese, e più collaborativo con la minoranza svedese considerata storicamente parte del paese. Con l’indipendenza nazionale nel 1918, il partito perse tale motivo di contrasto con le altre forze di destra.